# Guglielmo Colussi
Pas d'image ? Cliquez ici

a Compétitions nationales et continentales officielles uniquement.

b Matchs officiels uniquement.
Guglielmo Colussi, né le 22 mars 1938 à Rome, et mort dans la même ville le 19 février 2016 est un joueur et entraineur italien de rugby à XV qui a joué en équipe d'Italie de 1957 à 1968, évoluant au poste de demi de mêlée. Colussi était également géologue.

## Biographie
Figure historique du rugby romain, en tant que joueur, il a porté les maillot de la SS Lazio, du Rugby Roma et du CUS Roma, avec un bref passage dans l'équipe de Rugby Esercito,.
Joueur polyvalent, capable d'évoluer aussi bien à la mêlée qu'à l'arrière, il fait ses débuts internationaux très jeune, à l'âge de 19 ans : le 21 avril 1957, il fait ses débuts débuts contre la France à Agen, au poste de centre à l'occasion d'un match perdu par les Azzurri sur le score de 7-38, .
Entre 1957 et 1968, Colussi de 7 apparitions avec le maillot bleu de l'Italie.
Colussi est également sélectionné à une occasion en équipe nationale italienne de baseball.
Géologue de profession, en 1980, il devient l'entraîneur en chef de Rugby Rome pendant une courte période, continuant à jouer au niveau amateur .
Dans les années 2000, il est président du Unione Rugby Capitolina de 2003 à 2009.
Le 19 février 2016, il décède à l'âge de 77 ans,.